# Aeropuerto de Châlons-Vatry
El Aeropuerto de Châlons Vatry (IATA: XCR, OACI: LFOK) es un aeropuerto francés que sirve a Châlons-en-Champagne (antes Châlons-sur-Marne) en el noreste de Francia. El aeropuerto está situado a 22 km al sureste de Châlons-en-Champagne, cerca de Vatry, en el departamento de Marne. También es conocido como Aeropuerto Internacional de Vatry, Aeropuerto de París Vatry o París Vatry (Disney), pese a estar a 150 km de París y 176 km de Disneyland Resort Paris. El aeropuerto es utilizado principalmente para el transporte internacional de carga aérea, así como aeropuerto alternativo a los de París por las aerolíneas de bajo coste.

## Historia
El aeropuerto de Châlons Vatry se remonta a 1950 cuando en plena Guerra Fría la OTAN la vigilancia del espacio aéreo se convierte en pieza clave para los planes de supervivencia del bloque occidental ante un ataque nuclear. La construcción comenzó en 1953. La Base Aérea de Vatry fue diseñada para 50 aviones de combate con tres hangares de grandes dimensiones. Con la retirada de Francia de la estructura militar integrada de la OTAN en 1967, las fuerzas armadas de EE. UU. abandonaron Francia, cerrando la Base Aérea de Vatry con ello. Vatry quedó bajo control de la Fuerza Aérea Francesa, que la utilizó como instalación para el entrenamiento de pilotos. En el año 2000, el aeropuerto fue vendido a particulares civiles. En la actualidad, la operación del aeropuerto se centra principalmente en vuelos de carga aérea internacional, así como en transporte de pasajeros de aerolíneas de bajo coste.

## Aerolíneas y destinos

### Destinos internacionales
| Ciudades por países | Nombre del aeropuerto   | Aerolíneas | Aeronaves | Frecuencias semanales |
| África              | África                  | África     | África    | África                |
| ------------------- | ----------------------- | ---------- | --------- | --------------------- |
| Marruecos           |                         |            |           |                       |
| Marrakech           | Aeropuerto de Marrakech | Ryanair    | B737      |                       |
| Europa              |                         |            |           |                       |
| Portugal            |                         |            |           |                       |
| Oporto              | Aeropuerto de Oporto    | Ryanair    | B737      |                       |

## Estadísticas
Ver fuente y consulta Wikidata.